# Entstehung des Mondes

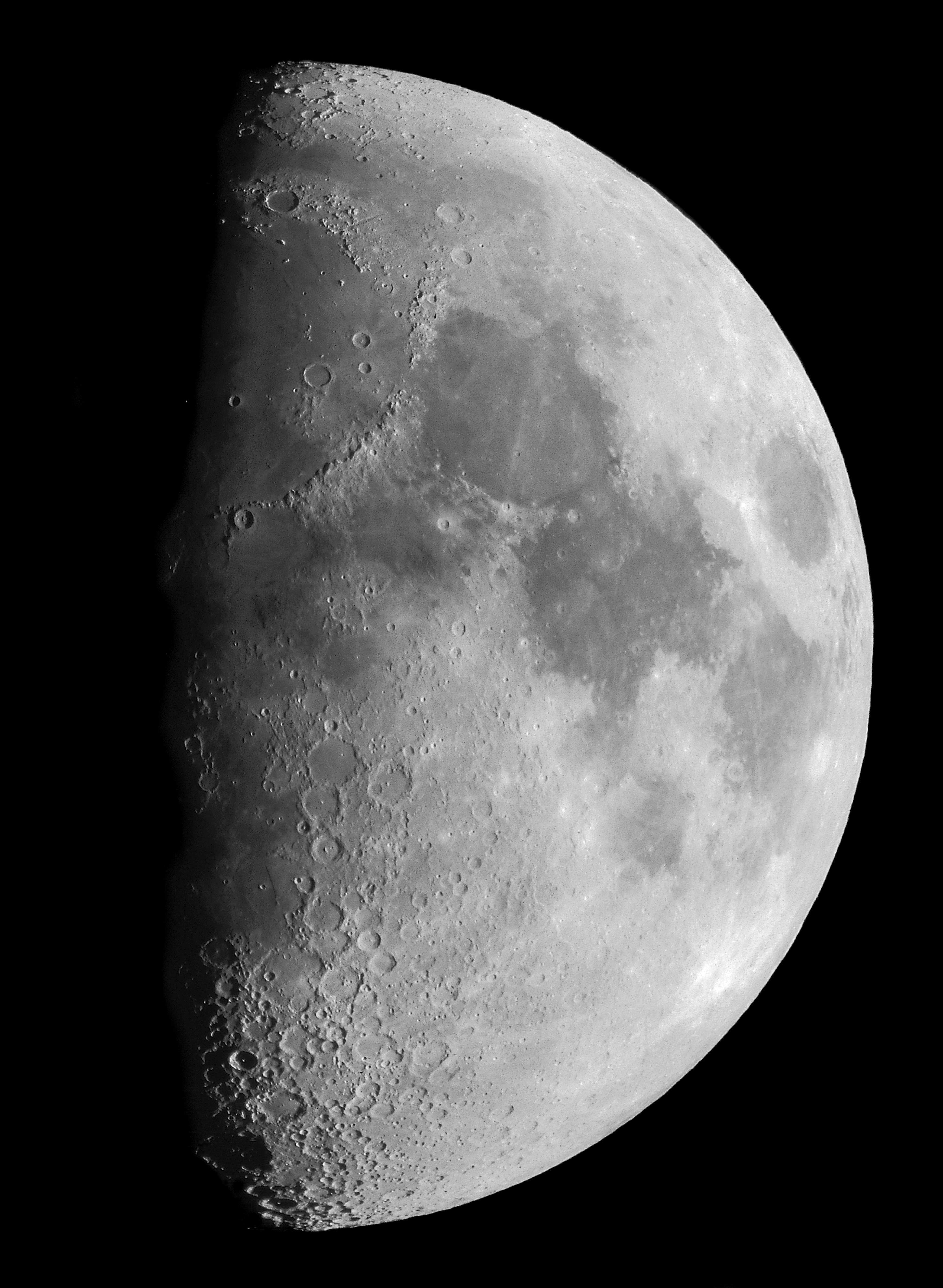
Der Erdmond

Die Entstehung des Mondes der Erde wird seit Jahrhunderten diskutiert. Seit Mitte der 1980er Jahre hat sich die Ansicht durchgesetzt, dass der Mond nach einem exzentrischen Zusammenstoß der Proto-Erde mit einem etwa marsgroßen Körper, Theia genannt, entstanden ist. Nach dieser Kollisionstheorie ist ein großer Teil der abgeschlagenen Materie beider Körper in eine Umlaufbahn um die Erde gelangt und hat sich dort zum Mond geballt.
Man spricht auch von der „Entstehung des Erde-Mond-Systems“ als besonderem System, denn im ganzen Sonnensystem gibt es keinen weiteren Trabanten, der eine ähnliche Größe im Vergleich zu dem von ihm umkreisten Planeten aufweist (und der entsprechend auch einen dermaßen großen Bahndrehimpuls hat). Von den mehr als 400 anderen bekannten Monden des Sonnensystems, die Planeten umkreisen, sind vermutlich keine weiteren durch solche Kollisionen entstanden. Die meisten Monde sind ebenso wie die Planeten durch Akkretion direkt aus der protoplanetaren Scheibe entstanden, wobei manche nicht in der Nähe ihres Planeten entstanden sind und erst später von diesem „eingefangen“ wurden. Noch am ehesten mit dem Erde-Mond-System vergleichbar ist das des Zwergplaneten Pluto und seines Mondes Charon, für dessen Entstehung ebenso eine ähnliche Großkollision vermutet wird.

## Entstehung des Sonnensystems
Die Entstehung des Sonnensystems begann vor 4,568 Milliarden Jahren mit dem gravitativen Kollaps des Sonnennebels, aus dem die Sonne als massives Zentrum hervorging. Aus dem in einer protoplanetaren Scheibe verbleibenden Material (Gas und Staub) bildeten sich kleine Planetesimale, aus diesen wiederum über die Zwischenstufe der Protoplaneten die Planeten. Am Ende der Planetenentstehung stürzten die meisten verbliebenen Planetesimale entweder auf die Planeten oder wurden durch diese ins äußere Sonnensystem (Kuipergürtel und Oortsche Wolke) oder sogar aus dem Sonnensystem hinaus geschleudert.
Siehe auch: Entstehung der Erde

## Theorien zur Entstehung des Mondes
Soweit bekannt stammen die ersten Überlegungen über die Entstehung des Mondes, die man als Vorläufer der Einfangtheorie betrachten kann, von René Descartes. Sie wurden erst 1664, einige Zeit nach Descartes Tod, publiziert.
Seit dem 19. Jahrhundert sind zur Entstehung des Erde-Mond-Systems mehrere Theorien entwickelt worden. Dies sind im Wesentlichen:
- Die Abspaltungstheorie: Von einer heißen, (zäh)flüssigen und schnell rotierenden Proto-Erde schnürte sich ein „Tropfen“ ab und bildete den späteren Mond.
- Die Einfangtheorie: Erde und Mond entstanden unabhängig in verschiedenen Regionen des Sonnensystems; bei einer engen Begegnung fing die Erde den Mond durch ihre Gravitation ein.
- Die Schwesterplanet-Theorie: Erde und Mond entstanden gleichzeitig und nahe beisammen.
- Die Öpik-Theorie: Der Vorläufer des Mondes entstand aus der Materie, die von einer heißen Proto-Erde abdampfte.
- Die Viele-Monde-Theorie: Mehrere Monde wurden gleichzeitig eingefangen und kollidierten nach einiger Zeit. Aus den Bruchstücken bildete sich der heutige Mond.
- Die Kollisionstheorie: Die Proto-Erde kollidierte relativ sanft mit einem großen Körper und aus der weggeschleuderten Materie bildete sich der Mond.
- Die Synestia-Theorie: Die Proto-Erde wurde durch eine heftigere Kollision fast völlig verdampft; im Außenbereich der Synestia genannten Wolke kondensierte der Mond.

Ein gutes Modell muss nicht nur physikalisch möglich, sondern auch mit den Eigenschaften des Mondes und des ganzen Erde-Mond-Systems vereinbar sein:
- Die Dichte des Mondes ist mit 3,3 g/cm³ deutlich geringer als die der Erde mit 5,5 g/cm³. Er ist differenziert, aber ihm fehlt der entsprechende Eisenkern.
- Ihm fehlen oberflächliche Anzeichen einer Schrumpfung, während das Schwerefeld auf Inhomogenitäten in der Tiefe hinweist, was beides dafür spricht, dass er relativ kühl entstanden sein muss, ohne einen tiefen Magmaozean.
- Der Mond hat im Vergleich zur Erde ein leichtes Defizit an flüchtigen Elementen und daraus zusammengesetzter Stoffe, z. B. Natrium und Kalium.
- Die isotopische Zusammensetzung der Elemente ist im Erdmantel und an der Mondoberfläche nahezu identisch, im Vergleich mit der Streuung der Verhältnisse im Rest des Sonnensystems.
- Der Drehimpuls des Erde-Mond-Systems ist ungewöhnlich hoch.
- Die Neigung der Mondbahn gegen die Ekliptik ist mit rund 5° gering.

### Abspaltungstheorie
Die Abspaltungstheorie wurde von George Howard Darwin, dem Sohn von Charles Darwin, 1878 entwickelt. Demnach rotierte die Erde in ihrer Frühphase so stark, dass sich durch Instabilitäten ein Teil ablöste und den Mond bildete. Dazu vertrat 1882 der Geologe Osmond Fisher (1817–1914) die Ansicht, der Pazifische Ozean stelle die heute noch sichtbare Narbe dieser Abspaltung dar. Auch der Geologe Otto Ampferer zog 1925 eine Ablösung des Mondes von der Erde in Betracht, da sie eine Erklärung für einerseits die ungleiche Verteilung von kontinentaler und ozeanischer Erdkruste sowie auch für die Kontinentaldrift als laterale Massenausgleichsbewegung lieferte.
Solch eine Herauslösung aus dem extremen Äquatorwulst erklärt recht gut die Größe des Mondes. Auch seine geringere mittlere Dichte ist damit vereinbar, denn sie entspricht der Dichte des Erdmantels. Angesichts der Gezeitenreibung muss die Erde früher auch schneller rotiert haben, es gibt aber keine sinnvolle Erklärung für die hohen Rotationsgeschwindigkeiten (Tageslänge von etwa 2,5 h), die für den heutigen Gesamtdrehimpuls des Erde-Mond-Systems nötig gewesen wären. Auch die Vorstellung, dass der Pazifik die Narbe dieser Abspaltung darstellt, ist durch die Plattentektonik widerlegt. Die Bahnebene des Mondes ist zudem viel zu stark gegen die Äquatorebene der Erde geneigt.

### Einfangtheorie
Die Einfangtheorie wurde 1909 von Thomas Jefferson Jackson See vorgeschlagen. Sie besagt, dass sich der Mond als eigenständiges Planetesimal an einem anderen Ort im Sonnensystem gebildet hat und bei einer engen Begegnung mit der Erde eingefangen wurde.
Die Einfangtheorie kann den hohen Drehimpuls des Systems sowie den Unterschied der Dichte von Erde und Mond sehr elegant erklären. Sie erfordert jedoch eine sehr spezielle Einfangbahn, die einen großen Zufall bedeutet. Zudem müsste der Mond einen kurzen Eintritt in die Roche-Grenze überstanden haben, was bislang nicht erklärt werden kann. Auch macht diese Theorie keinerlei Aussage darüber, warum der Mond sowohl bei leichtflüchtigen Elementen als auch bei Eisen ein Defizit gegenüber der Erde hat. Bei der Ähnlichkeit der isotopischen Zusammensetzung scheitert die Theorie völlig.

### Schwesterplanet-Theorie
Schon Immanuel Kant hypothetisierte in seiner Kosmogonie von 1755, Allgemeine Naturgeschichte und Theorie des Himmels, dem ersten naturwissenschaftlichen Erklärungsversuch des Ursprungs der Himmelskörper, dass sich Erde und Mond aus einer gemeinsamen Verdichtung des von ihm postulierten Urnebels direkt zu einem Doppelplaneten gebildet haben. Die Hauptmasse der lokalen Verdichtung ballte sich zur Erde und die verbliebene Staubhülle zum Mond. Quantitativ konkretisiert wurde die Schwesterplanet-Theorie 1944 von Carl Friedrich von Weizsäcker entwickelt, wesentliche Vorarbeiten zur Stabilität stammen von Édouard Albert Roche.
Wenn sich Erde und Mond eng beieinander entwickelten, ist es absolut unverständlich, warum sich die Dichte beziehungsweise der Anteil von leichtflüchtigen Elementen sowie von Eisen bei Erde und Mond so stark unterscheiden. Für den hohen Anteil des Bahndrehimpulses des Mondes im Vergleich zum Drehimpuls der Erde selbst gibt es keine plausible Erklärung. Auch die fünf Grad große Neigung der Mondbahnebene gegen die Bahnebene der Erde wird damit nicht begreiflich.

### Öpik-Theorie
Ernst Öpik schlug 1955 eine Theorie vor, die man zwischen der Abspaltungs- und der Schwesterplanet-Theorie einordnen kann. Die von einem Ringsystem aus eingefangenen Gesteinstrümmern umgebene Proto-Erde heizte sich im Laufe ihrer Entwicklung durch die permanenten Einschläge auf etwa 2000 °C auf und dampfte große Materiemengen wieder ab. Während der Sonnenwind die leichteren Elemente weggeblasen hat, kondensierten die schwereren und bildeten zusammen mit Teilen des Ringsystems den Proto-Mond. Diese Aufheizung erfolgte erst in einer späten Phase der Erdentstehung, sodass durch einen bereits ausgebildeten Erdkern der Anteil von Eisen in den Mantelschichten der Proto-Erde schon deutlich verringert war.
Diese Theorie ist sehr gut mit den beobachteten geochemischen Eigenschaften des Mondes vereinbar, die Impulsprobleme der Schwesterplaneten-Theorie bestehen jedoch unverändert.

### Viele-Monde-Theorie
Die im englischen Sprachraum als many-moons theory bekannte Theorie erlebte eine kurzzeitige Popularität, nachdem sie 1962 von Thomas Gold vorgeschlagen und in den darauffolgenden Jahren von Gordon J. F. MacDonald formalisiert worden war.
Grundlegender Gedanke ist, dass es für die Erde einfacher ist, mehrere kleine als einen großen Himmelskörper einzufangen.
Wenn nun sechs bis zehn kleine Monde von der Erde eingefangen werden und diese umkreisen, so wandern die Bahnen dieser Monde aufgrund der Gezeitenwirkung nach außen. Im Laufe von einer Milliarde Jahren stoßen die kleinen Monde dann zusammen, und aus den Bruchstücken entsteht der Erdmond.
Diese Theorie wurde durch die Gesteinsproben der Apollo-Missionen (isotopische Zusammensetzung) widerlegt. Auch ist nicht plausibel, warum die Vereinigung vieler Monde zu einem einzigen, ungewöhnlich großen nur bei der Erde abgelaufen sein soll, während der Mars weiterhin zwei separate kleinere Monde hat, und die inneren Planeten ansonsten überhaupt keine Monde besitzen. Der lange Zeitraum, der für einen auf der Gezeitenkraft basierenden Vereinigungsprozess anzusetzen wäre, ließe erwarten, dass die inneren Planeten immer noch von einer Fülle kleiner Monde umkreist werden, bei denen die Vereinigung (noch) nicht stattgefunden hat.

### Kollisionstheorie

Illustration der Entstehung des Mondes (graublau) durch eine Kollision zwischen der Erde (blau) und Theia (schwarz). Nach Entstehung als L4-Trojaner und einer Bahnstörung gelangt Theia auf einem Hufeisenorbit um die Sonne (gelb) zur Erde.

Die Kollisionstheorie wurde von William K. Hartmann und Donald R. Davis 1975 entwickelt. Nach dieser Theorie kollidierte in der Frühphase der Planetenentwicklung ein etwa marsgroßer Protoplanet, der nach der Mutter der griechischen Mondgöttin Selene bisweilen Theia genannt wird, mit der Proto-Erde (Gaia, nach der griechischen Göttin Gaia), die damals bereits etwa 90 % ihrer heutigen Masse hatte. Die Kollision erfolgte nicht frontal, sondern streifend, sodass große Materiemengen, bestehend aus Teilen des Mantels des Impaktkörpers und des Erdmantels, in den Erdorbit geschleudert wurden, während sich die Eisenkerne vereinigten. Im Orbit bildete sich praktisch sofort (d. h. in weniger als 100 Jahren) der Proto-Mond, der rasch alle restlichen Trümmer einsammelte und sich nach knapp 10.000 Jahren zum Mond mit annähernd heutiger Masse verdichtet haben muss. Er umkreiste die damals – auch durch die Kollision – schnell rotierende Erde in einem Abstand von nur rund 60.000 km (siehe Roche-Grenze und Doppelplanet), was zu extremen Gezeitenkräften geführt haben muss. Die starke Gezeitenreibung führte zu einer zunächst sehr schnellen Abbremsung der Erdrotation mit Übertragung des Drehimpulses auf den Mond, dessen Bahnradius sich dadurch rasch vergrößerte. Diese Wechselwirkung mit Abbremsung der Erdrotation und Zunahme des Bahnradius des Mondes dauert, stark abgeschwächt, bis heute an. Auch die synchronisierte Eigendrehung des Mondes, die dazu führt, dass von der Erde aus stets nur eine Seite des Monds zu sehen ist, geht auf Gezeitenreibung zurück.
Im Jahr 2005 veröffentlichte der Mathematiker Edward Belbruno zusammen mit dem Astrophysiker John Richard Gott III Berechnungen, die die Entstehung von Theia im Lagrangepunkt L4 oder L5 annehmen. Gemäß dieser Berechnungen wurde die Position am Lagrangepunkt instabil, als der dort befindliche Körper durch Akkretion eine Masse von etwa einem Zehntel der Erdmasse überschritt. Nach einer vergleichsweise kleinen Bahnstörung etwa durch zu dieser Zeit häufige Planetesimale gelangte Theia dann auf eine Bahn, die den Körper auf die Erde prallen ließ. Die Geschwindigkeit der Annäherung im Moment des Zusammenstoßes betrug gemäß dieser Theorie etwa 14.000 km/h.

#### Entstehungsgeschichte der Kollisionstheorie
Der erste Vorschlag, den Ursprung des Mondes in einer kosmischen Katastrophe zu sehen, fand sich 1946 in einer Veröffentlichung Reginald Aldworth Dalys in den Proceedings of the American Philosophical Society; sie blieb, unter anderem auch aufgrund der kurz danach verbreiteten Theorien Immanuel Velikovskys, unbeachtet.
In den 1960er Jahren entwickelte der russische Astrophysiker Wiktor Safronow die Theorie, dass die Planeten durch die Zusammenballung einer großen Anzahl kleinerer Planetesimale entstanden sind. Hartmann und Davis griffen diese Hypothese auf und konnten Safronovs rein analytische Arbeiten durch Computersimulationen verbessern. Sie untersuchten die Größenverteilung der entstehenden „Zusammenballungen“ und erhielten dabei eine vergleichbare Größenverteilung wie im heutigen Asteroidengürtel: Neben einem großen Körper (vergleichbar Ceres mit etwa 1000 km Durchmesser) bildeten sich mehrere Körper mit etwa 1/10 seiner Masse (vergleichbar Pallas, Vesta und Hygeia mit 400 bis 600 km Durchmesser). Die Grundidee der Kollisionstheorie liegt nun darin, dass einer dieser Körper erst in der Endphase der Planetenentstehung fast streifend mit der Proto-Erde kollidierte, wodurch ein Teil der Gesamtmasse in den Orbit geschleudert wurde und den Mond bildete. Hartmann und Davis veröffentlichten diese Theorie 1975. Unabhängig davon kamen Alastair G. W. Cameron und William R. Ward 1976 durch Überlegungen zum Drehimpuls zum gleichen Ergebnis.
1983 veröffentlichten A. C. Thompson und David J. Stevenson eine Untersuchung über die Bildung von kleineren Körpern aus dem Kollisionsmaterial im Orbit, aber es gab nur wenige, die sich ernsthaft mit der Kollisionstheorie auseinandersetzten. Den Durchbruch brachte eine internationale Konferenz 1984 in Kailua-Kona, Hawaii, über die Ursprünge des Mondes. Die Diskussion der ersten Untersuchungen des von den Apollo-Missionen zur Erde gebrachten Mondgesteins führte bei den meisten Wissenschaftlern zu der Überzeugung, dass die Kollisionstheorie die Fakten deutlich besser beschreibt als alle anderen Theorien über die Entstehung des Mondes. Insbesondere zeigte sich, dass die isotopische Zusammensetzung der Elemente des Mondgesteins der von irdischem Gestein im Wesentlichen gleicht. So liegen etwa die Sauerstoff-Isotopenverhältnisse von irdischem Gestein, Apollo-Proben und Mondmeteoriten auf einer gemeinsamen Fraktionierungslinie, was zeigt, dass der Sauerstoff – als häufigstes Element im Erde-Mond-System – aus einem gemeinsamen durchmischten Reservoir kommen muss. Im Gegensatz dazu liegen etwa die Sauerstoffisotopenverhältnisse von sonstigen Meteoriten je nach Ursprung auf anderen Fraktionierungslinien.
In den 1990er Jahren gab es einen Rückschlag für die Theorie, als erste Simulationsrechnungen den Impakt eines Körpers mit der dreifachen Marsmasse erforderten, um genügend Material in den Orbit zu befördern. Dieser Einschlag, zu einem Zeitpunkt, als die Proto-Erde etwa die Hälfte ihrer jetzigen Größe erreicht hatte, hätte jedoch deutlich zu viel Drehimpuls übertragen; es wäre deshalb noch ein weiterer schwerer Impakt gegen Ende der Akkretionsphase der Erde notwendig gewesen. 2001 konnten Robin M. Canup und Erik Asphaug jedoch mit verbesserten Modellen zeigen, dass ein einziger Impakt gegen Ende der Akkretionsphase ausreicht, um sowohl Masse als auch Geochemie des Mondes sowie den Drehimpuls des Erde-Mond-Systems zu erklären. Die besten Ergebnisse erhält man nach diesen Simulationen für einen Impaktkörper, der etwas größer als der Mars ist und mit einer Relativgeschwindigkeit von weniger als vier Kilometern pro Sekunde (14.400 km/h) in einem Stoßwinkel von etwa 45° kollidiert.
Durch Vergleich des Niob/Tantal-Verhältnisses von Mondgestein (17:1) und der Erdkruste (14:1) mit dem Niob/Tantal-Verhältnis von Marsmeteoriten und solchen aus dem Asteroidengürtel (20:1) konnte gezeigt werden, dass der Mond maximal zu 65 % aus Material des Einschlagkörpers besteht. Dass Mond und Erde im Vergleich zu den Meteoriten Niob fehlt, wird damit erklärt, dass sich ein Teil davon vor dem Einschlag im bereits damals gerade fertig gebildeten Eisen-Erdkern gelöst hatte, der jedoch bei der Kollision nicht mit weggeschleudert wurde. Mit der Datierung der Erdkernbildung konnte der Einschlag auf eine Zeit vor 4,533 Milliarden Jahren datiert werden – lediglich 30 Millionen Jahre nach ihrer Entstehung.
Nach Übereinstimmung einer Mehrzahl von Wissenschaftlern stimmt die Kollisionstheorie sehr gut mit den Beobachtungen überein, auch wenn noch sehr viel Detailarbeit notwendig ist. Vor allem in den Simulationsrechnungen wird noch mit sehr starken Vereinfachungen gearbeitet und es gibt noch keine konsistenten mathematischen Modelle für die Bildung und die Struktur der orbitalen Scheibe nach dem Impakt. Trotz der Unsicherheiten über den genauen Verlauf des Impakts und der nach derzeitigem Kenntnisstand geringen Wahrscheinlichkeit eines derartigen Zusammenstoßes mit einem Körper genau der richtigen Größe genau zur richtigen Zeit mit genau den richtigen Stoßparametern gibt es im Gegensatz zu den anderen vorgeschlagenen Hypothesen zumindest keine größeren Widersprüche zu den Beobachtungen. Obwohl das Modell vom einmaligen Einschlag die Entstehung des Mondes sehr gut erklären kann, können weitere frühe Kollisionen von großen Körpern aus dem All, sowohl mit dem Mond als auch mit der Erde, nicht ausgeschlossen werden. Eine endgültige Klärung dieser alten Vorgänge verspricht man sich in Zukunft von der Mondgeologie, die beispielsweise durch Bohrungen auf dem Mond und Untersuchungen über dessen innere Zusammensetzungen empirische Daten liefern kann, die Rückschlüsse auf seine wahre Entstehungsgeschichte zulassen.
Eine 2013 in Nature Geoscience veröffentlichte Entdeckung zeigte, dass Mondgestein, von dem angenommen wird, dass es die ursprüngliche Mondkruste darstellt, einen erstaunlich hohen Wassergehalt aufweist. Dies warf neue Fragen bezüglich der Entstehung des Mondes auf, da sich dieser Befund schwer mit der gut etablierten Kollisionstheorie in Einklang bringen lässt.

### Ursprünglich zwei Monde
Eine weitere Theorie besagt, dass die Erde neben dem Mond noch einen kleineren zweiten Mond mit etwa 1200 km Durchmesser gehabt haben soll.
Dieser soll nach mehreren Millionen Jahren mit dem größeren kollidiert sein, was die unterschiedlich aussehenden Hälften des Mondes erklären könnte.

### Synestia-Hypothese
Eine Synestia (aus altgriechisch σύν sýn, deutsch ‚mit‘ und altgriechisch Ἑστία Hestía) ist der Zustand eines Gesteinsplaneten nach einer sehr energiereichen, außermittigen Kollision: Verdampftes Gestein dehnt sich bis zu einem Mehrfachen des ursprünglichen Radius aus; der innere Teil rotiert schnell und einheitlich, der äußere bildet eine dicke, optisch dichte Scheibe mit leicht suborbitalen Geschwindigkeiten, da auch dort der Gasdruck nicht vernachlässigbar ist. Eine gemeinsame Simulation der Dynamik und des Phasengleichgewichts, anschließend der Geochemie und der Isotopenfraktionierung, zeigte: Eine äußerliche Abkühlung führt zu einem radialen Transport für die Vermischung der beiden Ausgangsmaterialien, Moonlets entstehen in der Scheibe, während dort noch Dampfdrücke von mehreren Megapascal herrschen, was die moderate Abreicherung flüchtiger Elemente erklärt; auch ist der Bereich der Kollisionsparameter für ein plausibles Ergebnis nicht so eng wie unter der Theia-Hypothese.

## Zusammenfassung
Das wissenschaftliche Hauptziel der Apollo-Missionen – im Rahmen des Wettlaufs zum Mond – bestand darin, auf dem Mond anhand seiner Zusammensetzung Hinweise auf seine Entstehung zu finden. Man suchte klare geochemische Beweise für eine der Großen drei Theorien (Abspaltungstheorie, Einfangtheorie, Schwesterplanet-Theorie), aber die Auswertungen warfen bei allen dreien nur neue Widersprüche auf. Stattdessen wurden auf der Grundlage der geborgenen Mondgesteine weitere Vorstellungen entwickelt, die sich aus Teilen der Einfang- und der Abspaltungstheorie zusammensetzen. Gesteinsproben von weiteren Landeplätzen, auch von der Rückseite des Mondes, würden helfen, hier zu einer gefestigteren Position zu kommen.

## Dokumentation
- zdf.de (2024): Katastrophen der Erdgeschichte - Die Geburt unserer Erde (44 min). Ein Film von Sven Markmann, Fachberatung Thomas Henning und Thorsten Kleine, unter Mitwirkung von Thomas Henning, Laura Kreidberg, Maria Schönbächler, Fred Goesmann, Oliver Trapp, Patrick Jung und Michael Lakatos, abgerufen am 2. Januar 2025